# Communauté de communes de la Porte des Hautes-Vosges
La Communauté de communes de la Porte des Hautes-Vosges (CCPHV) est une ancienne communauté de communes française, située dans le département des Vosges et la région Grand Est. Elle a fusionné le 1er janvier 2017 avec la Communauté de communes des Vosges Méridionales et la commune de Saint-Amé pour former la communauté de communes de la Porte des Vosges Méridionales.

## Histoire
Le périmètre de la communauté de communes a été fixé par arrêté préfectoral du 25 septembre 2003, modifié les 04 juillet 2011 et 12 juillet 2012.
En 2013, la commune d'Éloyes rejoint la communauté de communes, par arrêté préfectoral du 21 décembre 2012.
Le 1er janvier 2017, la communauté de communes de la Porte des Hautes-Vosges fusionne avec la Communauté de communes des Vosges Méridionales et avec la commune de Saint-Amé pour former une nouvelle intercommunalité selon le Schéma Départemental de Coopération Intercommunal arrêté le 29 mars 2016.

## Composition
Elle était composée des 6 communes suivantes :
| Nom                          | Code Insee | Gentilé        | Superficie (km2) | Population (dernière pop. légale) | Densité (hab./km2) |
| ---------------------------- | ---------- | -------------- | ---------------- | --------------------------------- | ------------------ |
| Remiremont (siège)           | 88383      | Romarimontains | 18,00            | 7 768 (2014)                      | 432                |
| Dommartin-lès-Remiremont     | 88148      | Picosés        | 21,08            | 1 875 (2014)                      | 89                 |
| Éloyes                       | 88158      | Loyas          | 12,51            | 3 280 (2014)                      | 262                |
| Saint-Étienne-lès-Remiremont | 88415      | Stéphanois     | 33,81            | 3 870 (2014)                      | 114                |
| Saint-Nabord                 | 88429      | Navoiriauds    | 38,50            | 4 053 (2014)                      | 105                |
| Vecoux                       | 88498      | Picosés        | 13,60            | 881 (2014)                        | 65                 |

## Document d'urbanisme intercommunal
La mise à l'étude d'un Schéma de cohérence territoriale ayant été décidée, 2013 sera donc l’année de définition de la méthodologie et le choix du périmètre précis à l’échelle duquel sera élaboré le futur SCOT. Il couvrira l'espace correspondant à plusieurs groupements de communes.
Le Pays de Remiremont et de ses vallées, compte environ 71 000 habitants, 32 communes et 7 communautés de communes.
À titre de comparaison Le territoire du "SCoT des Vosges centrales", créé par arrêté préfectoral du 1er juillet 2004, intègre 103 communes sur plus 120 000 hectares. Le "Pays d'Epinal Cœur des Vosges", structuré en Syndicat mixte, compte 225 communes pour plus d'un tiers de la population départementale et comprend ainsi le territoire du SCoT des Vosges.
Dans le cadre des réflexions sur le futur périmètre du schéma de cohérence territorial (SCOT), les élus du Pays de Remiremont et ses vallées se sont prononcés favorablement au rattachement du secteur intercommunal de Gérardmer (Communauté de communes des Lacs et des Hauts Rupts) dans le contour du Pays. La fusion de la « Communauté de communes des Ballons des Hautes Vosges et de la Source de la Moselle et de la « Communauté de communes des Mynes et Hautes-Vosges du sud » est par ailleurs effective depuis le 1er janvier 2013.

## Budget et fiscalité

### Ressources et fiscalité
Pour une population de 22 609 habitants la communauté de communes « Porte des Hautes Vosges » en 2013, entre 2007 et 2013, les Données consolidées « Budget principal et budgets annexes » étaient les suivants.
| Postes                                            | 2007    | 2008    | 2009    | 2010    | 2011    | 2012    | 2013    | 2014    | 2015    |
| ------------------------------------------------- | ------- | ------- | ------- | ------- | ------- | ------- | ------- | ------- | ------- |
| Produits de fonctionnement                        | 1 278 € | 1 513 € | 1 881 € | 2 005 € | 2 035 € | 2 049 € | 2 478 € | 2 268 € | 2 373 € |
| Charges de fonctionnement                         | 589 €   | 958 €   | 1 536 € | 1 727 € | 1 763 € | 2 531 € | 1 896 € | 2 039 € | 2 247 € |
| Ressources d’investissement                       | 3 368 € | 3 078 € | 999 €   | 465 €   | 169 €   | 332 €   | 466 €   | 753 €   | 523 €   |
| Emplois d’investissement                          | 1 750 € | 4 419 € | 1 110 € | 406 €   | 191 €   | 932 €   | 677 €   | 528 €   | 793 €   |
| Dette                                             | 2 104 € | 1 881 € | 1 809 € | 1 734 € | 1 656 € | 1 575 € | 1 491 € | 1 404 € | 1 608 € |
| Source : Ministère de l’Économie et des Finances. |         |         |         |         |         |         |         |         |         |

Fiscalité en 2015
- Total des produits de fonctionnement : 2 373 000 euros, soit 105 euros par habitant
- Total des charges de fonctionnement : 2 247 000 euros, soit 99 euros par habitant
- Total des ressources d’investissement : 520 000 euros, soit 23 euros par habitant
- Total des emplois d’investissement : 793 000 euros, soit 35 euros par habitant
- Endettement : 1 608 000 euros, soit 71 euros par habitant

## Administration
| Période                                  | Période          | Identité         | Étiquette | Qualité                                                             |
| ---------------------------------------- | ---------------- | ---------------- | --------- | ------------------------------------------------------------------- |
| Les données manquantes sont à compléter. |                  |                  |           |                                                                     |
|                                          | 10 avril 2014    | Jean-Paul Didier | UMP - DVD | Maire de Remiremont (2001-2014)                                     |
| 10 avril 2014                            | septembre 2016   | Bernard Godfroy  | Divers    | Maire de Remiremont (depuis 2014), démissionnaire en septembre 2016 |
| 3 octobre 2016                           | 31 décembre 2016 | Michel Demange   | DVD       | Maire de Saint-Étienne-lès-Remiremont (depuis 2008)                 |